# Нарвський водоспад
«Нарвський водоспад» («Narva kosk») — радянський двосерійний телефільм 1988 року, знятий режисером Аго-Ендріком Керге на студії Естонський телефільм.

## Сюжет
Фільм знято за мотивами однойменного роману естонського письменника Володимира Беекмана (1929—2009). Головна героїня фільму Сійна згадує свою молодість і перше кохання, яке збіглося з трагічними подіями в Естонії, в перший рік її незалежності після розпаду Російської імперії. Розповідь розгортається на тлі історичного та політичного гострого періоду 1918 року після укладання Брестського мирного договору між Радянською Росією та Німеччиною.

## У ролях
- Андрус Алліквее — Ян Теддер
- Кармен Міківер — Сійна Аунвярк в молодості
- Сальме Реек — Сійна Аунвярк
- Аго-Ендрік Керге — Авлой
- Ханнес Кальюярв — Віллу Аунвярк
- Айвар Томмінгас — Воллі Малцроос
- Пеетер Оя — Міша Гольдін
- Тармо Лейнатамм — Донат Ковальський
- Енн Ханго — Максим Хейнтук
- Андрус Еельмяе — Рууді Шульц
- Пеетер Коллом — Юрій Степанов
- Пееп Пуйс — Хейно Трейманн, член загоду
- Еріка Кальюсаар — Юта
- Волдемар Паавел — батько Сійни
- Тиніс Лепп — кавалерист
- Тійт Ліллеорг — Ансіс Дауманн
- Антс Андер — Тіку Яагуп
- Лембіт Еельмяе — Никодим Полікарпов
- Віля Круусемент — Глафіра Приткіна
- Юлле Кальюсте — Оллі Веспер
- Елле Кулль — мати Анастасія
- Петро Волконський — Менахем Глікманн
- Ао Пееп — директор музею
- Расмус Кальюярв — хлопчик
- Тину Каттай — фотограф
- Андріс Лепік — німецький генерал
- Лембіт Лійвамягі — роль другого плану
- Март Пярна — роль другого плану
- Ейно Кийв — роль другого плану
- Кайя Куйвийгі — роль другого плану
- Калев Иунапуу — роль другого плану
- Март Райк — роль другого плану
- Степан Маурітс — роль другого плану
- Міку Мехіне — роль другого плану
- Ігор Генералов — роль другого плану
- Олег Безимянний — роль другого плану
- Доріан Супін — науковий співробітник музею

## Знімальна група
- Режисер — Аго-Ендрік Керге
- Сценарист — Володимир Беекман
- Оператор — Доріан Супін
- Композитор — Тину Найссоо
- Художник — Лійна Піхлак